# Гурьян, Владимир Саулович
Владимир Саулович Гурьян (1913 — ?) — советский поэт-песенник. Специализировался на патриотических текстах. Сотрудничал со многими советскими композиторами, среди которых Андрей Бабаев, Давид Прицкер, Анатолий Новиков.
Песни на слова В. С. Гурьяна исполняли Георг Отс, Олег Анофриев, Михаил Александрович, Леонид Кострица, Глеб Романов, Владимир Канделаки, Владимир Бунчиков, Нина Дорда, Зоя Рогозикова, Александра Юдина, Людмила Иванова[уточнить], Борис Шапенко, Тамара Кравцова, Нина Поставничева. С ним сотрудничали ВИА «Красные маки», Государственный русский народный хор имени Пятницкого, Краснознамённый имени А. В. Александрова ансамбль песни и пляски Советской армии,Ансамбль песни и танца Черноморского флота, Эстрадный оркестр Всесоюзного радио.
Участник Великой Отечественной войны.

## Известные песни
- Тульская оборонная (А. Новиков)[2]
- Вдоль по Советской (А. Новиков)
- Веселый запевала - безусый паренек (А. Новиков)
- Давайте дружить (А. Новиков)
- Московский сувенир (А. Новиков)
- Перекуём мечи на орала (А. Новиков)
- Железнодорожная пионерская (Д. Прицкер)
- Песня о комсомольце Александре Чекалине (Д. Прицкер)
- Егорка на горке (Т. Кулиев)
- Родник молодости (Т. Кулиев)
- Я люблю тебя (Т. Кулиев)
- Вечная слава героям (Б. Терентьев)
- Гвардейская полька (Б. Терентьев)
- За тех, кто в море (Б. Терентьев)
- Марш молодых строителей (Б. Терентьев)
- Почему (А. Бабаев)
- Тишина (А. Бабаев)
- Поёт волна морская (А. Бабаев)
- Ты пришла, моя весна (А. Бабаев)
- Я тоскую без тебя (А. Бабаев)
- Студенческий вальс (М. Феркельман)
- Не грусти (А. Афанасьев)
- Ты сказал мне три словечка (А. Афанасьев)
- Веселись, душа морская (В. Сорокин)
- Влюблённый трубач (В. Сорокин)
- Ждёшь ли ты? (В. Сорокин)
- Матросов - наш однополчанин (В. Сорокин)
- Окрылённое сердце (В. Сорокин)
- Полковое знамя (В. Сорокин)
- Советские танкисты (В. Сорокин)
- Красная Пресня (В. Мурадели)
- Школьная песня (В. Мурадели)
- Вспомним, товарищ (К. Листов)
- Идёт советский флот (К. Листов)
- Ну, улыбнись (Д.Львов-Компанеец)
- Сердце Шопена (Л. Лядова)
- Два солнца (З. Бинкин)